# 企鵝島 (克羅澤群島)
46°25′S 50°24′E / 46.417°S 50.400°E

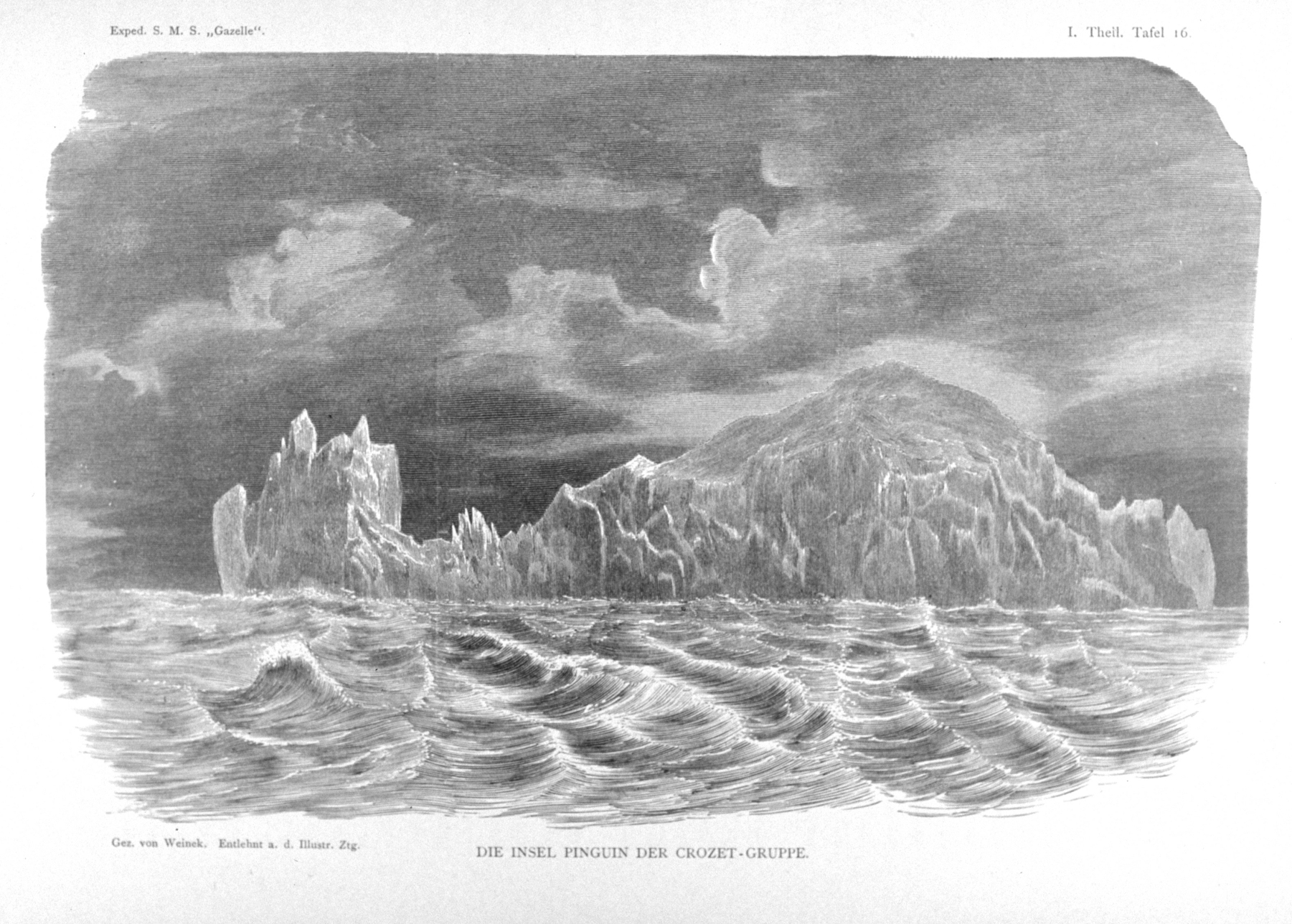

企鵝島（法語：Île des Pingouins）是法屬南部領地的島嶼，位於科雄島東南30公里的印度洋南部，屬於克羅澤群島的一部分，長4公里、寬1公里，面積3平方公里，最高點海拔高度340米，島上無人居住。